# Będargowo (jezioro)
Będargowo (niem. Mandelkow See) – jezioro rynnowe w Polsce, położone w województwie zachodniopomorskim, w powiecie drawskim, w gminie Drawsko Pomorskie.
Akwen leży na Pojezierzu Drawskim, pomiędzy zabudowaniami miejscowości Nętno i Rydzewo.